# Mapungubwe
Mapungubwe är ett savannlandskap vid Sydafrikas norra gräns mot Zimbabwe och Botswana. 
På en kulle nära där floderna Limpopo och Shashe möts anser man att huvudstaden i ett forntida kungarike legat. Staden växte fram i början på 1000-talet och blomstrade fram till 1200-talet. Det som återstår idag är nästan orörda lämningar av ett palats och en bosättning intill. År 1932 upptäckte en jordbrukare och prospektör att kullen var täckt med lerskärvor. Efter att ha undersökt saken närmre upptäcktes två kilogram guldfolietäckta föremål.
I juni 1933 övertogs området av myndigheterna. En arkeologisk kommitté från Universitetet i Pretoria övervakade utgrävningarna på platsen fram till år 1947.
Mapungubwe, som ligger inne i nationalparken med samma namn utsågs till världsarv av Unesco år 2003 och utökade det år 2014.